# Tierra de Enderby
|  |

La Tierra de Enderby (en inglés, Enderby Land) es una región de la Antártida que se extiende desde el glaciar Shinnan (67°55′S 44°38′E / -67.917, 44.633) hasta la bahía William Scoresby (67°24′S 59°34′E / -67.400, 59.567). Limita al oeste con la costa del Príncipe Olaf de la Tierra de la Reina Maud, y al este con la costa Mawson de la Tierra de Mac. Robertson. El sector oriental de la Tierra de Enderby a partir de la cabecera occidental de la bahía de Eduardo VIII (56° 25' Este) es denominado costa Kemp, mientras que el sector costero occidental no tiene un nombre específico.
Es la parte más occidental de la Antártida reclamada por Australia como parte del Territorio Antártico Australiano. Australia llama Enderby Land a un sector más reducido de la Tierra de Enderby delimitado por los meridianos 45° Este y 55° Este, y denomina Tierra de Kemp (Kemp Land) el sector entre este último meridiano y los 60° Este, abarcando así con esta última denominación el sector al este de la bahía William Scoresby en la costa Mawson de la Tierra de Mac. Robertson hasta el meridiano 60° Este. Al sector de la costa del Príncipe Olaf en la Tierra de la Reina Maud desde los 45° Este (límite occidental de su reclamación) hasta el glaciar Shinnan lo agrega a la Tierra de Enderby. En consonancia con Australia, Noruega incluye al sector entre el glaciar Shinnan y el meridiano 45° Este como parte de la costa del Príncipe Olaf en la Tierra de la Reina Maud. Ambas reclamaciones estás restringidas por los términos del Tratado Antártico.
Los rasgos geográficos más destacados de la Tierra de Enderby son, la bahía Amundsen, bahía Casey, las montañas Scott, las montañas Tula, y las montañas Napier. Los picos más altos de la cordillera costera de la Tierra de Enderby son el monte McMaster (2 830 m), el monte Elkins (2 300 m), el pico Simpson (1 720 m) y el monte Codrington (1 520 m). El mar que baña la costa occidental de la Tierra de Enderby y parte oriental de costa del Príncipe Olaf (de 30° E a 50° E), suele ser denominado mar de los Cosmonautas, mientras que el que baña el sector oriental de la Tierra de Enderby suele ser denominado mar de la Cooperación.

## Historia
Fue descubierta en febrero de 1831 por John Biscoe navegando en el Tula, y la bautizó así en honor de los hermanos Enderby de Londres, propietarios del barco, y que habían dado instrucciones a todos sus capitanes para que compaginaran la caza de focas con la exploración.
La Base Molodiózhnaya fue inaugurada por la Unión Soviética en febrero de 1962 en el área costera occidental de la Tierra de Enderby, permaneciendo actualmente cerrada.